# Герберт, Фрэнк
Франклин Патрик Ге́рберт-младший (англ. Franklin Patrick Herbert, Jr.; 8 октября 1920[…], Такома, Вашингтон — 11 февраля 1986[…], Мадисон, Висконсин, США) — американский писатель-фантаст, известный прежде всего как автор цикла «Хроники Дюны», в особенности первого романа из этого цикла — «Дюна».

## Биография
Фрэнк Герберт родился 8 октября 1920 года в городе Такома, штат Вашингтон, в семье Фрэнка Патрика Герберта-старшего и Эйлин Герберт (урождённой Маккарти). С юных лет хотел стать писателем. В 1938 году из-за бедственного положения в семье, вызванного Великой депрессией, он переехал к тёте и дяде в город Сейлем, штат Орегон. В 1939 году он окончил там местную среднюю школу и, солгав о своём возрасте, поступил на работу в газету «Glendale Star» в Калифорнии. В 1940 году Герберт вернулся в Сейлем, где работал в газете «Oregon Statesman» на различных должностях, включая фотографа.
В 1941 году в Сан-Педро, штат Калифорния, Герберт женился на Флоре Лилиан Паркинсон. 16 февраля 1942 года у них родилась дочь Пенелопа, а год спустя супруги развелись. В 1942 году, после вступления США во Вторую мировую войну, Герберт шесть месяцев служил в военно-морском строительном батальоне ВМС США фотографом, но получил случайную травму головы и был комиссован. Впоследствии он переехал в Портленд, штат Орегон, где работал журналистом в «The Oregon Journal».
В 1946 году Герберт поступил в Вашингтонский университет в Сиэтле, где встретил Беверли Энн Стюарт — она была единственным человеком на курсе кроме Герберта, у которой были опубликованные рассказы. В этом же году они поженились, в 1947 году у них родился первый сын, а в 1951 году — второй. В 1949 году семья поселилась в калифорнийском городе Санта-Роза, где Герберт работал в газете «Press-Democrat». Первое произведение Герберта в жанре научной фантастики, рассказ «Ищешь что-то?», был опубликован в журнале «Startling Stories» в 1952 году.
На протяжении 1950-х годов издал в журналах полтора десятка рассказов и роман «Под давлением» (англ. Under Pressure). Этот роман позже издавался также под названием «Дракон в море» (англ. The Dragon in the Sea). Однако широкую известность писатель приобрёл после публикации в 1963 году в журнале «Analog» романа «Мир Дюны» («Dune World»), который стал первой частью романа «Дюна». Позже в этом же журнале началась публикация продолжения, которое называлось «Пророк Дюны» («The Prophet of Dune»). В 1965 году эти две части были объединены в один полноценный роман, который был выпущен отдельным изданием. Произведение получило мировое признание и было удостоено таких престижных премий в области фантастической литературы, как премии «Небьюла» и «Хьюго». Роман быстро стал одним из самых популярных фантастических романов XX века. В следующие годы из-под пера Герберта выходят продолжения истории о песчаной планете — романы «Мессия Дюны» (англ. Dune Messiah, 1969), «Дети Дюны» (англ. Children of Dune, 1976), «Бог-император Дюны» (англ. God Emperor of Dune, 1981), «Еретики Дюны» (англ. Heretics of Dune, 1984) и «Капитул Дюны» (англ. Chapterhouse: Dune, 1985). Сага о Дюне, действие которой происходит в отдалённом будущем и продолжается в течение пяти тысячелетий, поднимает такие вопросы, как выживание человечества в процессе эволюции, проблемы экологии, взаимодействия религии, политики и власти. Многие ведущие критики мира[кто?] считают этот цикл классикой научной фантастики, наиболее «ярким» и «полным» представителем данного жанра[уточнить]. Сын Фрэнка Герберта, Брайан Герберт, продолжил серию романов отца о мире Дюны.
Фрэнк Герберт также написал много других произведений, среди которых можно выделить «Дракон в море» (англ. Dragon in the Sea, 1956), «Зелёный мозг» (англ. The Green Brain, 1966), «Направление — пустота» (англ. Destination: Void, 1966), «Глаза Гейзенберга» (англ. The Eyes of Heisenberg, 1966), «Создатели небес» (англ. The Heaven Makers, 1968), «Барьер Сантароги» (англ. The Santaroga Barrier, 1968), «Улей Хеллстрома» (англ. Hellstrom’s Hive, 1973), дилогия «Звезда под бичом» (англ. Whipping Star, 1970) и «Эксперимент Досади» (англ. The Dosadi Experiment, 1977).
Фрэнк Герберт умер в возрасте 65 лет 11 февраля 1986 года в Мадисоне, штат Висконсин, от лёгочной эмболии во время восстановления после хирургического лечения рака поджелудочной железы.
В 2003 году Брайан Герберт выпустил книгу «Мечтатель Дюны» (англ. Dreamer of Dune) — биографию своего отца Фрэнка Герберта. Работа над этой книгой началась с того, что Брайан в течение многих лет вёл журнал, в который он заносил самые значимые события семьи Гербертов. Позже эти записи вылились в большую биографию его отца.

## Лауреат литературных премий
- Nebula — 1965 за роман «Дюна»;
- Hugo — 1966 за роман «Дюна»;
- Seiun — 1974 за роман «Дюна»;
- Apollo — 1978 за роман «Улей Хэллстрома»;

«Дюна» стала первым романом, удостоенным премии «Небьюла».
Фрэнк Герберт и сам участвовал в жюри, определяющих победителей премий. Это было в 1975 и 1976 годах (Nebula), а также в 1986 году (Hubbard).

### Премия Локус
- 1975 1-е место в категории «Лучший научно-фантастический роман всех времён» (за роман «Дюна»);
- 1977 4-е место в категории «Лучший научно-фантастический роман всех времён» (за роман «Дети Дюны»);
- 1977 19-е место в категории «Лучший научно-фантастический писатель всех времён»;
- 1978 7-е место в категории «Лучший научно-фантастический роман всех времён» (за роман «Досадийский эксперимент»);
- 1982 6-е место в категории «Лучший научно-фантастический роман всех времён» (за роман «Бог-император Дюны»);
- 1982 26-е место в категории «Лучшая антология» за антологию «15 победителей „Небьюлы“»);
- 1983 19-е место в категории «Лучший научно-фантастический роман» (за роман «Белая чума»);
- 1985 19-е место в категории «Лучший научно-фантастический роман» (за роман «Еретики Дюны»);
- 1986 17-е место в категории «Лучший научно-фантастический роман» (за роман «Капитул Дюны»);
- 1986 20-е место в категории «Лучший сборник» (за сборник «Eye»);
- 1988 13-е место в категории «Лучше нефантастическое произведение» (за эссе «The Maker of Dune: Insights of a Maker of Science Fiction»);
- 1988 13-е место в категории «Лучший научно-фантастический писатель всех времён»;
- 1998 3-е место в категории «Лучший научно-фантастический писатель всех времён»;
- 1999 9-е место в категории «Лучший научно-фантастический писатель всех времён»;